# 대한민국 민법 제737조
대한민국 민법 제737조는 관리자의 관리계속의무의 내용에 대한 민법 채권법상 조문이다.

## 조문
제737조(관리자의 관리계속의무) 관리자는 본인, 그 상속인이나 법정대리인이 그 사무를 관리하는 때까지 관리를 계속하여야 한다. 그러나 관리의 계속이 본인의 의사에 반하거나 본인에게 불리함이 명백한 때에는 그러하지 아니하다.

第734條(事務管理의 內容) ① 義務없이 他人을 爲하여 事務를 管理하는 者는 그 事務의 性質에 좇아 가장 本人에게 利益되는 方法으로 이를 管理하여야 한다.
②管理者가 本人의 意思를 알거나 알 수 있는 때에는 그 意思에 適合하도록 管理하여야 한다.
③管理者가 前2項의 規定에 違反하여 事務를 管理한 境遇에는 過失없는 때에도 이로 因한 損害를 賠償할 責任이 있다. 그러나 그 管理行爲가 公共의 利益에 適合한 때에는 重大한 過失이 없으면 賠償할 責任이 없다.

## 비교 조문
일본민법 제697조 (사무관리) 1. 의무 없이 타인을 위해 사무의 관리를 개시한 자(이하, 이 장에 있어서 "관리자"라 한다)는 그 사무의 성질에 좇아, 본인의 이익에 가장 적합한 방법에 의해 그 사무의 관리(이하, "사무관리"라 한다)을 하여야 한다.
2 관리자는 본인의 의사를 알고 있는 때, 또는 이를 추정하여 알 수 있을 때에는 그 의사에 좇아 사무관리를 하여야 한다.

## 참고 문헌
- 오현수, 일본민법, 진원사, 2014. ISBN 9788963463452
- 오세경, 대법전, 법전출판사 , 2014 ISBN 9788926210277
- 이준현 , LOGOS 민법 조문판례집, 미래가치, 2015. ISBN 9791155020869

## 같이 보기
- 사무관리